# Triforce (système d'arcade)
Pour les articles homonymes, voir Triforce.
Le Triforce est un système d'arcade développé conjointement par Nintendo, Sega et Namco et présenté pour la première fois en 2002.

Logo officiel du système Triforce.

## Description
Le nom Triforce fait référence à la série The Legend of Zelda de Nintendo et symbolise également l'alliance de ces trois compagnies impliquées dans le projet,.
Le système est basé sur l'architecture de la Nintendo GameCube. L'information selon laquelle le Triforce présente des différences au niveau de la quantité de mémoire est maintenant réfutée. La carte mère Gamecube utilisée est tout ce qu'il y a de plus standard, c'est la même que la version de la console de salon. Il présente néanmoins quelques différences par rapport à la Gamecube. Il est composé de plusieurs cartes de pcbs dont le nombre diffère suivant la révision.
Il existe plusieurs révisions du système Triforce : version A (ou Type 1) et B (ou Type 3). Dès la première révision du Triforce, Sega a fait en sorte que le lecteur de GD-ROM développé initialement pour la Dreamcast, puis pour le Naomi, soit compatible. La DIMM board du kit GD-ROM est utilisée et identique à celle utilisé sur Naomi, mais avec plus de mémoire : 512 Mo, au lieu de 256 Mo.
Une deuxième version a été commercialisée. Pour les jeux Sega, la DIMM board est intégrée directement dans le Triforce. Les jeux sont copiés sur la DIMM board, soit depuis un lecteur externe de GD-ROM ou de CompactFlash, soit via la prise réseau. Dans ce dernier cas, un autre Triforce configuré en mode serveur/maître lit les données du jeu depuis un lecteur externe auquel il est branché, et diffuse celles-ci à chaque Triforce client/esclave, correspondant à un poste de jeu. Cette configuration est utilisée pour les jeux The Key of Avalon.
Dans le cas des jeux Namco, le lecteur de GD-ROM n'a pas été utilisé. La DIMM board n'est du coup plus présente, mais une Rom a été intégré en lieu et place de celle-ci afin de stocker le jeu dans le Triforce.
Le Triforce n'est plus produit et plus aucun jeu n'est prévu pour ce système.

## Spécifications techniques

### Processeur central
- IBM PowerPC "Gekko" cadencé à  486 MHz

### Vidéo
- Processeur graphique : ATI/Nintendo "Flipper" cadencé à 162 MHz
- Couleurs : 24-bit Color (24-bit Z Buffer)
- Effets spéciaux :
  - Fog
  - Subpixel anticrénelage
  - 8 Hardware Lights
  - Alpha blending
  - Virtual Texture Design
  - Multi-Texturing
  - Bump Mapping
  - Environment mapping
  - MIP Mapping
  - Bilinear, Trilinear, Anisotropic filtering
  - Real-time Hardware Texture Decompression (S3TC)
  - Real-time Decompression of Display List
  - Embedded Framebuffer
  - 1MB Embedded Texture Cache
  - HW 3-line Deflickering filter.

### Audio
- Custom Macronix 16-bit DSP cadencé à 81 MHz

### Mémoire
- MoSys 1T-SRAM 48 Mio[réf. nécessaire]

### Médias
- GD-ROM
- Rom
- CompactFlash

## Liste des jeux
| Titre                                                 | Développeur       | Éditeur | Système  | Genre | Date |
| ----------------------------------------------------- | ----------------- | ------- | -------- | ----- | ---- |
| F-Zero AX                                             | Sega              | Sega    | Triforce |       | 2003 |
| Donkey Kong: Jungle Fever                             | Capcom / Nintendo | Namco   | Triforce |       | 2005 |
| Gekitou Pro Yakyuu                                    | Sega              | Sega    | Triforce |       | 2003 |
| Mario Kart Arcade GP                                  | Namco / Nintendo  | Namco   | Triforce |       | 2005 |
| Mario Kart Arcade GP 2                                | Namco / Nintendo  | Namco   | Triforce |       | 2007 |
| Pokémon Battrio                                       | Nintendo / Tomy   | Namco   | Triforce |       | 2007 |
| The Key of Avalon: The Wizard Master                  | Sega              | Sega    | Triforce |       | 2003 |
| The Key of Avalon Ver. 1.10                           | Sega              | Sega    | Triforce |       | 2003 |
| The Key of Avalon Ver. 1.20 : Summon The New Monsters | Sega              | Sega    | Triforce |       | 2003 |
| The Key of Avalon Ver. 1.30: Chaotic Sabbat           | Sega              | Sega    | Triforce |       | 2004 |
| The Key of Avalon 2: Eutaxy Commandment               | Sega              | Sega    | Triforce |       | 2004 |
| The Key of Avalon 2: War of the Key                   | Sega              | Sega    | Triforce |       | 2005 |
| Virtua Striker 2002                                   | Sega              | Sega    | Triforce |       | 2002 |
| Virtua Striker 4                                      | Sega              | Sega    | Triforce |       | 2005 |
| Virtua Striker 4 ver.2006                             | Sega              | Sega    | Triforce |       | 2006 |